# Georges-Henri Luquet
Pour les articles homonymes, voir Luquet (homonymie).
Georges-Henri Luquet, né en 1876 et mort en 1965, est un philosophe français, normalien élève de Bergson et de Lucien Lévy-Bruhl, ethnographe et pionnier de l'étude du dessin enfantin.

## Biographie
Georges-Henri Luquet est né à Rochefort-sur-Mer le 23 janvier 1876. Son père, professeur de lycée, termine sa carrière comme proviseur du lycée de Laon où Georges-Henri Luquet fait ses études secondaires. Il est admis à l’École normale supérieure en 1897. Il est agrégé de philosophie en 1903 et il soutient en 1913 à Lille une thèse de doctorat intitulée  Les dessins d'un enfant. Il est aussi diplômé de l’École des hautes études.

### Carrière
Il est nommé en 1901 professeur de philosophie au lycée de Pont-à-Mousson, puis à Châteauroux où il se marie en 1902, au lycée de Douai jusqu'en 1913, puis à Montpellier (1914). Il est mobilisé de 1914 à 1919 et reçoit la croix de guerre. Il est nommé à Paris au lycée Saint-Louis puis au lycée Rollin à son retour de la Première Guerre mondiale.

### Franc-maçonnerie
Luquet fut initié au Grand Orient de France en 1906. Il fut membre du Grand Collège des Rites en 1935, où il occupa entre autres les charges de Grand Orateur, et Grand Chancelier du Suprême Conseil du Grand Orient de France. Ce dignitaire de la plus importante obédience maçonnique française laissa de nombreux articles de philosophie sociale et morale, et une étude approfondie sur Nerval. Il fut spécialiste du symbolisme des grades de perfectionnement et de l’histoire de la franc-maçonnerie. Il publie en 1963 La Franc-Maçonnerie et l'État en France au XVIIIe siècle.
Georges-Henri Luquet meurt le 4 novembre 1965. À sa mort le Grand Orient lui rendit hommage lors d’une « tenue funèbre », un rite maçonnique. L'ouvrage Dieu ? Testament d’un philosophique d’un vieux sage, paru en 1966 à titre posthume, expose ses dernières réflexions sur l’humanité.

## Ses travaux
Les travaux de Luquet se répartissent en quatre chapitres principaux :
- la philosophie, que ce soit la philosophie des sciences (logique, mathématiques) ou la philosophie sociale et morale
- la psychologie cognitive lié à l’analyse des dessins d’enfants
- l’anthropologie et l’ethnologie
- l’histoire des religions, des arts et des cultures.

### Psychologie et études des dessins de l’enfant
Sa thèse de doctorat ès Lettres a été consacrée à l'étude du dessin : Les dessins d'un enfant (1913). Cet ouvrage fait date par la méthode choisie et par les résultats. La méthode est monographique. Elle seule, expose Luquet, permet de reconstituer l'évolution graphique de l'enfant et d'en dégager les phases. Mais, pour donner des résultats probants, elle requiert un très grand nombre de documents.
C'est sur plus de mille sept cents dessins de sa fille Simone, recueillis pendant dix ans à partir de l'âge de trois ans et trois mois, que Luquet a travaillé. Ces résultats, complétés par d'autres documents, ont été intégrés dans une conception d'ensemble. On connaît cette conception, devenue classique. Le dessin de l'enfant passe par quatre phases. La première est celle du dessin involontaire : l'enfant trace des lignes, mais ne met pas encore ces lignes en rapport avec des objets. Puis vient l'intention de représenter, mais non encore l'aptitude à le faire : l'enfant ne sait pas grouper en un ensemble cohérent les détails remarqués. Cet obstacle surmonté, vient la troisième phase, le réalisme intellectuel : l'enfant vise à représenter tout ce qu'il sait de l'objet, des traits perçus ou non. Enfin, dans la quatrième phase, l'enfant parvient au réalisme visuel : il apprend à figurer ce qu'il voit. La représentation des objets implique l'existence dans l'esprit d'un modèle interne qui guide le petit dessinateur. À côté des tableaux statiques, l'enfant représente des faits changeants : il fait des « narrations graphiques » ; dans la façon de figurer ces narrations, il y a aussi une évolution.

### Anthropologie et ethnologie
Les premières études sur l'art préhistorique et sur l'art archaïque datent de 1914 ; sa recherche est jalonnée par trois ouvrages : L'art et la religion des hommes fossiles (1926), L'art néo-calédonien (1926), L'art primitif (1930), et par des articles dans le Bulletin hispanique, le Journal de psychologie, l’Anthropologie, la Revue archéologique, le Jahrbuch für prähistorische und ethnographische Kunst.

### Ouvrages
- Idées générales de psychologie. Alcan, 1906.
- Éléments de logique formelle. Alcan, 1909.
- Les dessins d'un enfant. Étude psychologique. Paris, Librairie Félix Alcan, 1913. (thèse)
- Le Dessin enfantin, Paris, F. Alcan, 1927.
- L'art primitif, Paris, G. Doin & cie, 1930.
- La franc-maçonnerie et l'état en France au XVIIIe siècle, Ed. Vitiano Paris, 1963.
- Dieu ? Testament philosophique d'un vieux sage, Paris, Ed. Vitiano, Coll. Le libre examen, 1966.